# Баринов, Никита Романович
Никита Романович Баринов (род. 21 января 1991, Москва, СССР) — российский профессиональный баскетболист, игравший на позиции тяжёлого форварда.

## Карьера
Воспитанник молодёжного ЦСКА, Баринов начал профессиональную карьеру в литовской команде «Наглис» в сезоне 2011/2012, однако в феврале 2012 года перешёл в клайпедский «Нептунас». Средние показатели Баринова в сезоне 2012/2013 в 9 матчах Единой лиге ВТБ составили 3,1 очка, 1,6 подбора и 0,9 передачи. В 9 матчах чемпионата Литвы Никита набирал 5,2 очка, 2,2 подбора и 0,6 передачи в среднем за игру.
В феврале 2013 года подписал контракт с подмосковным «Триумфом» до окончания сезона 2012/2013.
Перед началом сезона 2013/2014 Баринов вернулся в Литву, став игроком «Ювентуса». В сезоне 2014/2015 завоевал «бронзу» чемпионата Литвы и Балтийской лиги. Статистика Баринова в чемпионате Литвы: 48 матчей, за игру — в среднем 6,6 очка, 2,7 подбора, 0,5 передачи за 15,3 минуты.
В ноябре 2015 года перешёл в «Рязань», подписав краткосрочный контракт, но с опцией дальнейшего продления соглашения. В феврале 2016 года Баринову поступило предложение от «Зенита», и Никита принял решение перейти в петербургский клуб. В составе «Рязани» Баринов провёл 10 матчей чемпионата Суперлиги, набирая 12,5 очка, 4,4 подбора, 1,0 передачи и 0,5 блок-шота за 25 минут. В Кубке России принял участие в 3 матчах, в среднем набирая 16 очков, 7,7 подборов, 1,7 передачи и 0,7 блок-шота.
В июле 2016 года Баринов подписал однолетний контракт с «Пармой». Перед игрой 1/4 финала Кубка России с «Уралом» Никита был выведен из состава и тренировался по индивидуальной программе, а в январе 2017 года покинул пермский клуб.
В июле 2017 года Баринов вернулся в «Зенит». За 22 матча, проведенных во всех турнирах, Никита набирал 3,4 очка, 1,4 подбора и 0,4 передач в среднем за игру.
В августе 2018 года перешёл в петербургский «Спартак». В составе команды Никита провёл 48 игр, за которые он набирал 8,5 очков, 3,8 подборов, 0,8 передач и выполнил и 0,6 перехватов в среднем за матч.
В октябре 2019 года Баринов стал игроком МБА.
В декабре 2022 года Баринов продолжил карьеру в «Университет-Югре».

## Баскетбол 3×3
В августе 2020 года Баринов принял участие в чемпионат России по баскетболу 3×3 в составе МБА. По итогам турнира московская команда вошла в четвёрку лучших команд, уступив матче за 3 место петербургскому ЦОП-Нева (9:21).

## Сборная России
За свою карьеру Баринов выступал за национальные сборные России в возрасте до 16, до 18 и до 20 лет. Привлекался в состав молодёжной и студенческой сборных России, проходил сборы в расположении национальной команды страны.
В марте 2013 год, для подготовки к летней Универсиаде 2013 года, Баринов был включён а расширенный список кандидатов в студенческую сборную России. По окончании подготовительных сборов, в окончательную заявку сборной Никита не попал.
На летней Универсиаде 2015 года, в составе студенческой сборной России, Баринов стал бронзовым призёром турнира.
В июне 2020 года Баринов получил приглашение в просмотровый лагерь сборной России по баскетболу 3×3.

## Достижения

### Клубные
- Бронзовый призёр Балтийской баскетбольной лиги: 2014/2015
- Бронзовый призёр Единой лиги ВТБ (2): 2015/2016, 2017/2018
- Бронзовый призёр чемпионата Литвы: 2014/2015
- Бронзовый призёр чемпионата России (2): 2015/2016, 2017/2018
- Серебряный призёр Суперлиги-1 дивизион: 2018/2019
- Серебряный призёр Кубка России: 2015/2016

### Сборная России
- Бронзовый призёр Универсиады: 2015